# Letov
Letov est un constructeur aéronautique basé à Prague-Letňany, en Tchéquie. 
Il est une filiale de l'équipementier aéronautique français Latécoère. 

## Avions produits

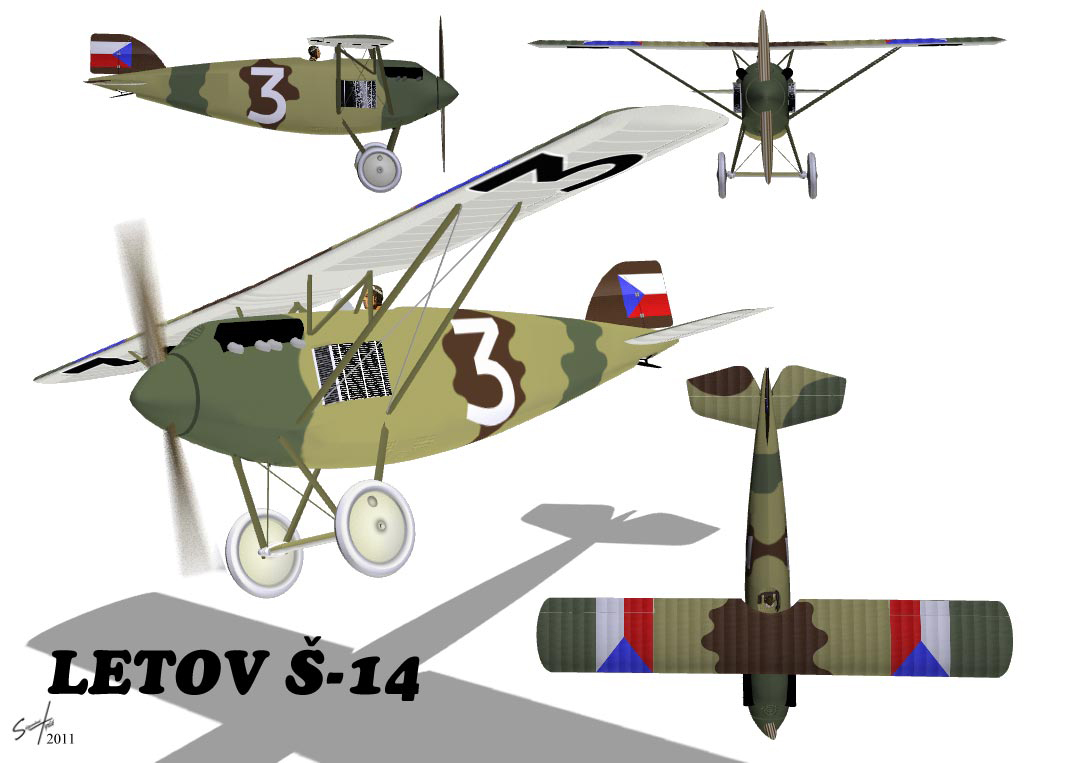
Letov Š-14

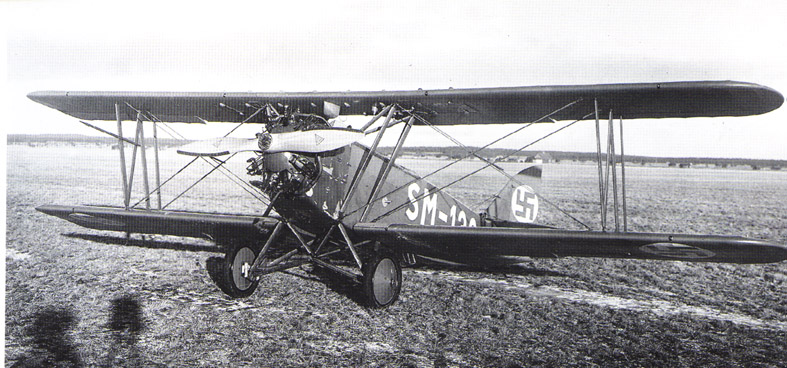
Letov Š-218 de l'aviation finlandaise

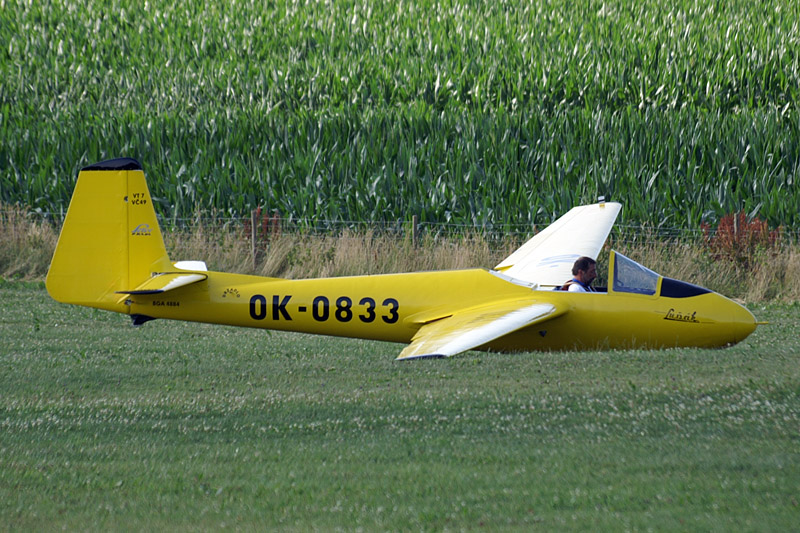
Letov LF-107 Luňák

- Letov Š-1 : avion de reconnaissance, 1920
- Letov Š-2
- Letov Š-3
- Letov Š-4 : chasseur, 1922
- Letov Š-5
- Letov S-6 : bombardier, 1923
- Letov Š-7
- Letov Š-8
- Letov Š-9
- Letov Š-10 : avion de reconnaissance Hansa-Brandenburg B.I construit sous licence
- Letov Š-11
- Letov Š-12
- Letov Š-13
- Letov Š-14
- Letov Š-15
- Letov Š-16 : bombardier, 1926
- Letov Š-17
- Letov Š-18 : avion d'entraînement, 1925
- Letov Š-19 : avion de transport, 1925
- Letov Š-218 : avion d'entraînement, 1926
- Letov S-20 : chasseur, 1926
- Letov Š-21
- Letov Š-22
- Letov Š-25
- Letov Š-27
- Letov S-28 : avion de reconnaissance, 1929
- Letov Š-31 : chasseur, 1929
- Letov S-32 : avion de ligne, 1931
- Letov S-33 : bombardier à long rayon d'action, 1930
- Letov S-39 : avion de sport, 1931
- Letov Š-328 : avion de reconnaissance, 1932
- Letov Š-231 : chasseur, 1933
- Letov Š-331 : prototype de chasseur
- Letov Š-428 : avion d'attaque au sol
- Letov Š-50 : prototype de bombardier, 1938
- Letov L-101 : projet d'avion de ligne d'après-guerre, 1945
- Letov L-52 : premier projet d'avion à réaction Letov, 1947
- Letov LF-107 Luňák : planeur
- Letov XLF-207 Laminar : planeur
- Letov LK-2 Sluka : ULM monoplace, 1991
- Letov LK-3 Nova : ULM biplace
- Letov ST-4 Azték : ULM biplace